# Međunarodna zračna luka Hejdar Alijev
Međunarodna zračna luka Hejdar Alijev (IATA: GYD, ICAO: UBBB) (azerski: Heydər Əliyev adına beynəlxalq hava limanı) je zračna luka koji služi glavnom gradu Azerbajdžana, Bakuu. Prethodni naziv aerodroma je Međunarodni aerodrom Bina s IATA kodom BAK. Nalazi se 25 km istočno od centralnog Bakua. Kroz Zračnu luku Baku prolazi najviše putnika u kavkaskoj regiji i glavna je baza Azerbaijan Airlinesa. 

## Aviokompanije i destinacije
Sljedeće aviokompanije koriste Zračnu luku Baku (od kolovoza 2007.):
- Aerosvit (Kijev)
- Aeroflot (Moskva-Šeremetjevo)
- Azerbaijan Airlines (Aktau, Ankara, Dubai, Istanbul-Atatürk, Kabul, Kijev, London-Heathrow, Milano, Mineralnije Vodi, Minsk, Moskva-Domodedovo, Pariz-Charles de Gaulle, Tbilisi, Tel Aviv, Tehran, Urumči)
- Ariana Afghan Airlines (Kabul, Moskva-Šeremetjevo)
- BAL Bashkirian Airlines (Ufa)
- Belavia (Minsk)
- British Ariways (London-Gatwick)
- China Southern Airlines (Urumči)
- Dalavia (Habarovsk)
- Domodedovo Airlines (Moskva-Domodedovo)
- DonbasAero (Donjeck)
- AirBaltic (Riga)
- Imair Airlines (Almati, Bodrum, Surgut, Taškent)
- Iran Air (Tehran-Imam Khomeini)
- Yamal Airlines (Tjumenj)
- Kogalimavia (Surgut)
- KrasAir (Krasnojarsk)
- Lufthansa (Ašhabad, Frankfurt)
- Austrian Airlines (Beč)
- Perm Airlines (Perm, Ufa)
- Rosija (Moskva-Vnukovo, Sankt Peterburg)
- S7 Airlines (Moskva-Domodedovo, Novosibirsk)
- Samara Airlines (Samara)
- Skat Air (Aktau, Atirau)
- Tartarstan Airlines (Kazan, Nižnji Novgorod)
- Turan Air (Ekaterinburg)
- UTair (Soči, Tjumenj, Ufa)
- Uzbekistan Airways (Taškent)

## Vanjske poveznice
- Aerodrom Baku
- Fotografije Aerodrom Baku